# República Senatorial de Timeria
La República Senatorial de Timeria, o simplemente Timeria, era una micronación fundada en febrero de 2003, cuando un grupo de 12 individuos, basándose en las experiencias de la República de Minerva, fundó Timeria en poblaciones de una playa escarpada y montañosa al sur de Cartagena, en la costa sureste de España las que rebautizaron como Hermenépolis. Era una de las micronaciones ibéricas más conocidas en el mundo.
Timeria se autodefinía como una Nación Cultural o Proyecto Artístico, parte de España, y sin ambiciones separatistas, pero con identidad y gobiernos propios. 

## Historia
Timeria nace en mes de febrero del año 2003, como una propuesta libertaria de un grupo de cuatro estudiantes de secundaria, que decidieron crear un estado propio en una playa de Cartagena. Para ello, aprovecharon la propiedad de uno de los fundadores, a condición de que aquel eligiese la forma de gobierno, optando aquel por la monarquía. Sin embargo, un "golpe de Estado" llevó a la instauración de una República Senatorial.
Originalmente circunscrita a los territorios que reivindicaba originalmente, con el desarrollo de internet Timeria pasó a enfocarse en el desarrollo web únicamente, autodenominándose como Nación Cultural o simplemente Proyecto Artístico, debido al papel que Internet ha jugado para revolucionar sus bases, procedimientos y saberes colectivos, así como la implicación y acción de las personas interesadas en los mismos eliminando cualquier relevancia que pudieran tener sus reclamos territoriales.
En el contexto de la globalización, los creadores de Timeria planteaban su proyecto sin intenciones reales de separarse de España, sino que era un micronacionalismo virtual, donde Timeria se presenta como posible en el imaginario de algunos individuos permitiendo un cuestionamiento real sobre la relación de poderes con el estado. Así, su proyecto de difusión cultural contempló la habilitación en sus territorios de ocho ordenadores de uso público y gratuito, además de libros editados por sus miembros de libre acceso a la comunidad.